# Montreuil-sur-Lozon
Montreuil-sur-Lozon ist eine französische Gemeinde mit 345 Einwohnern (Stand 1. Januar 2022) im Département Manche in der Region Normandie. Sie gehört zum Kanton Saint-Lô-1 und zum Arrondissement Saint-Lô.  

## Geografie
Der Lozon bildet im Nordwesten die Grenze zur Commune déléguée Lozon.
Montreuil-sur-Lozon grenzt im Norden an Le Mesnil-Eury, im Osten an Thèreval sowie im Süden und Westen an Marigny-Le-Lozon.

## Bevölkerungsentwicklung

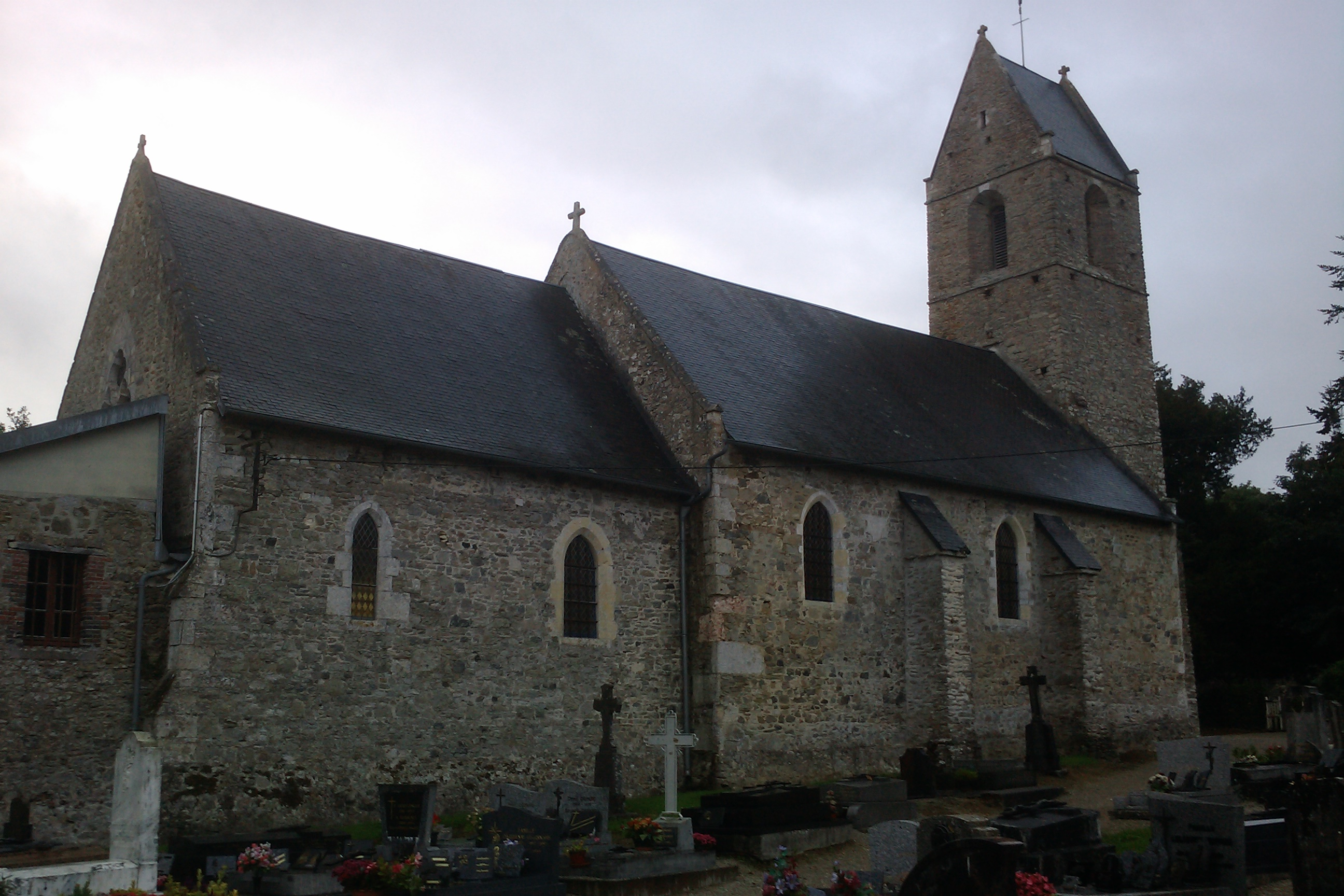
Kirche Mariä Himmelfahrt

| Jahr      | 1962 | 1968 | 1975 | 1982 | 1990 | 1999 | 2008 | 2018 |
| --------- | ---- | ---- | ---- | ---- | ---- | ---- | ---- | ---- |
| Einwohner | 294  | 278  | 237  | 265  | 242  | 239  | 280  | 332  |